# Het Nieuwsblad

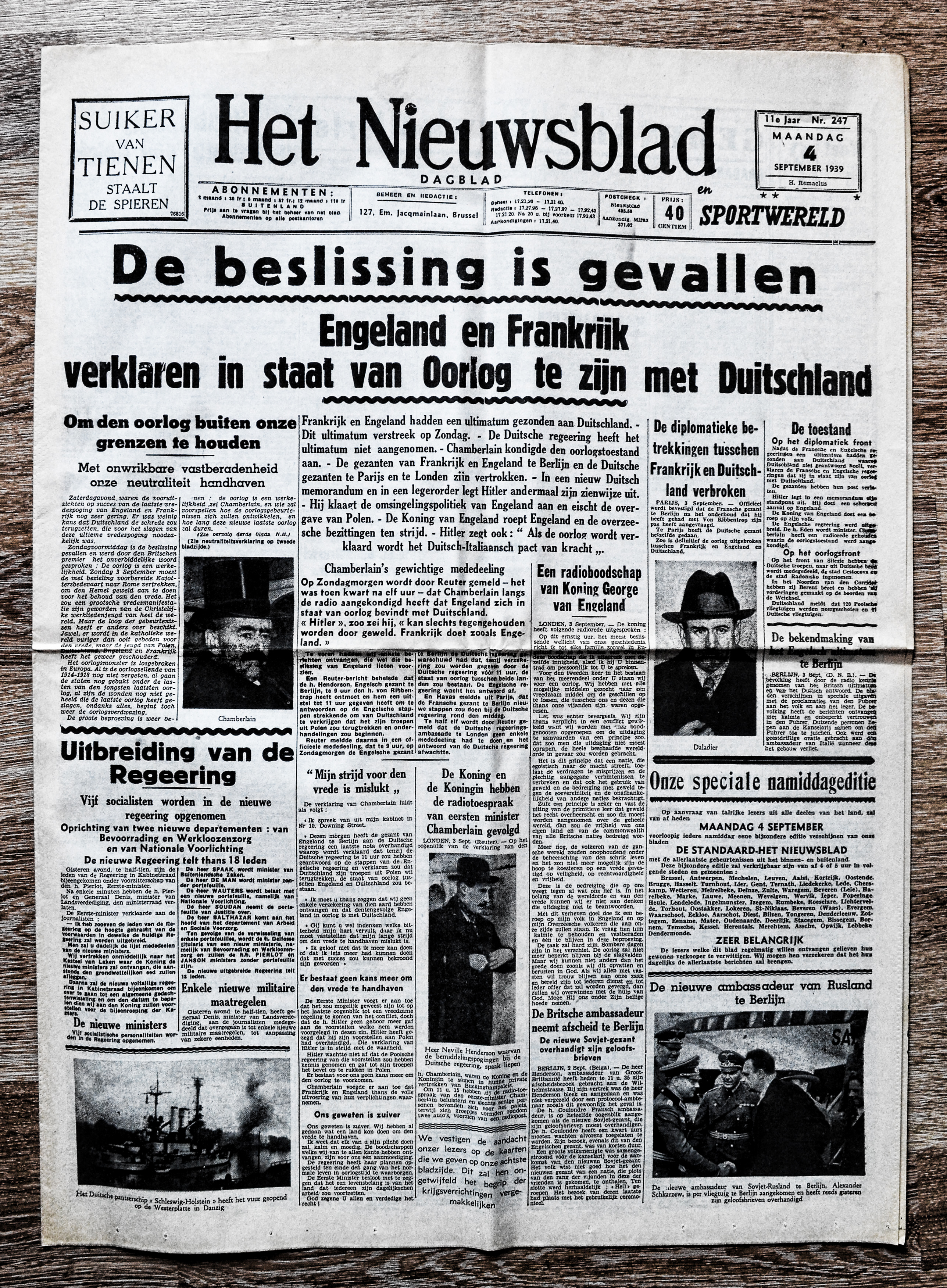
Het Nieuwsblads förstasida den 4 september 1939 - dagen efter att Storbritannien och Frankrike förklarat Tyskland krig.

Het Nieuwsblad ("Nyhetsbladet") är en belgisk dagstidning på nederländska som givits ut sedan den 3 november 1929.
Den 10 maj 2008 slogs Het Nieuwsblad samman med Het Volk. Het Volk arrangerade sedan 1945 cykelloppet Omloop Het Volk, vilket efter Het Volks uppgående i Het Nieuwsblad bytte namn till Omloop Het Nieuwsblad.